# János Hunyadi

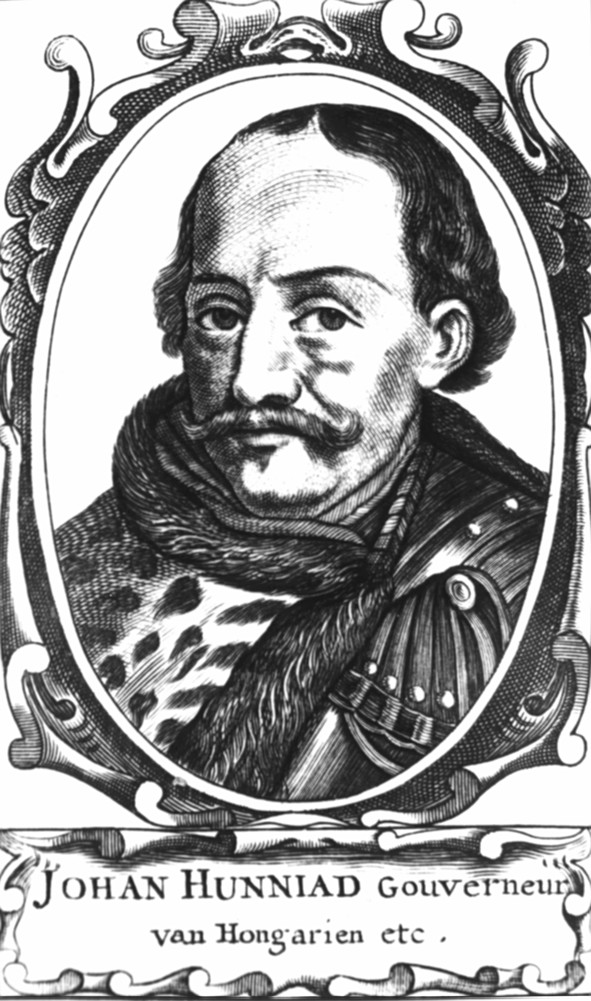
Jan Hunyadi
(Ioan de Hunedoara)

Jan Hunyadi (maďarsky: Hunyadi János, slovensky: Ján Huňady, německy: Johann Hunyady, rumunsky: Ioan de Hunedoara, srbsky: Sibinjanin Janko ; někdy v letech 1387/1400/1407 Hunyad – 11. srpna 1456 Zemun) byl sedmihradský šlechtic, vojevůdce a jedna z významných osobností 15. století. V dobových pramenech byl nazýván také Turkobijec nebo Bílý rytíř.
Od roku 1441 byl sedmihradským vojvodou, temešským županem a bělehradským kapitánem. V letech 1446–1453 byl regentem (gubernátorem) Uherska. Je znám hlavně jako bojovník proti Turkům. Na Slovensku válčil s Janem Jiskrou z Brandýsa.

## Původ a rodina
Rodina Hunyadi pocházela z Valašska (dnes Rumunsko). Jan byl synem pomaďarštěného Rumuna jménem Voicu (Vojk) a Alžběty Morzsinayové. Vojk získal od krále Zikmunda Lucemburského za svou dlouholetou vojenskou službu na dvoře hrad Hunyad (Vajda-Hunyad/Hunedoara) v Sedmihradsku. Odtud tedy přízvisko Hunyadi. Jan Hunyadi bývá někdy zaměňován se svým stejnojmenným starším bratrem († kolem 1440).
Jeho manželkou byla Alžběta Szilágyiová (1410–1483). Měli dva syny, Ladislava a Matyáše. Matyáš, zvaný Matyáš Korvín, se stal uherským králem. (Přívlastek Korvín poprvé použil Matyášův životopisec, ale v souvislosti s jeho otcem nikdy nebyl použit.)

## Mládí
Od mládí se věnoval vojenské kariéře. Snad působil u dvora srbského despoty Štěpána Lazareviče nebo sloužil na jižní hranici, v roce 1430 se dostal ke dvoru krále Zikmunda, s nimž pak cestoval po Evropě. V letech 1432-1433 byl ve vojenské službě na dvoře milánského vévody Filippa Marii Viscontiho, kde dosti zbohatl. Poté se vrátil k Zikmundovi a až do jeho smrti pobýval u císařského dvora. Za krále Albrechta sloužil i s bratrem při obraně jižní hranice.
Po Albrechtově náhlé smrti podpořil Jan Hunyadi v bojích o uherskou korunu tzv. „národní“ stranu usilující o volbu polského krále Vladislava III. Jagellonského proti kandidatuře habsburské, kterou hájila královna-vdova Alžběta pro svého syna Ladislava. Polský Vladislav byl roku 1440 skutečně zvolen za uherského krále, i když nebyl všeobecně uznán. Za odměnu získal Hunyadi od krále tituly sedmihradského vévody, temešského správce a hlavního kapitána Bělehradu (Nándorfehérvár). Stal se jedním z nejbohatších a nejmocnějších uherských velmožů a současně terčem závisti ostatní šlechty.

## Boje s Turky

Erb Jana Hunyadiho.

Svou moc a bohatství využíval Hunyadi hlavně na organizování a výcvik bojeschopné armády, jejíž jádro tvořili žoldnéři (byli mezi nimi i bývalí husitští bojovníci). Dokázal jako jeden z mála velitelů své doby úspěšně čelit osmanským Turkům. Se svou armádou táhl do boje proti Turkům spolu s vojsky sousedních států. V roce 1441 dosáhl vítězství u Smedereva a v roce 1442 nedaleko Sibiu (Hermannstadt) zničil velkou tureckou armádu a znovu vrátil Uhersku vazalské státy Valašsko a Moldavsko. V červenci porazil třetí tureckou armádu.
Povzbuzen těmito vítězstvími se vypravil spolu s králem Vladislavem na protitureckou výpravu, známou jako „dlouhá výprava“. Hunyadi, v čele předvoje, vstoupil na Balkán, zmocnil se města Niš, obsadil Sofii, po spojení s hlavní armádou porazil Murada II. Netrpělivost krále a krutá zima ho přinutily vrátit se v únoru 1444 domů.
V roce 1444 byla zorganizována velká křížová výprava proti Turkům (navzdory tomu, že předtím uzavřelo Uhersko s Turky desetileté příměří). Jedním z velitelů špatně organizovaného tažení byl Jan Hunyadi. V bitvě u Varny značně početnější Turci zvítězili, král Vladislav zahynul. Hunyadi se zachránil a byl zajat valašským vévodou Vladem II. Draculem, který ho však brzy propustil.

## Gubernátorem a zemským kapitánem
V Uhrách zatím vypukla feudální anarchie. Rozhádaní velmoži oslabovali uherskou vojenskou moc, čímž se vpád Turků stal reálným nebezpečím. Po mnoha sporech se v roce 1444 dostal na uherský trůn Ladislav Pohrobek (jako Ladislav V.) a uherský sněm v roce 1446 jmenoval Jana Hunyadiho gubernátorem země v době královy neplnoletosti. Hunyadi poté za pomoci drobné šlechty a měst usiloval o posílení centrální moci a vybudování armády. Nedařilo se mu však získat pod kontrolu část Horních Uher, kterou ovládal Jan Jiskra z Brandýsa. Od roku 1446 došlo mezi vojsky Jiskry a Hunyadiho k sérii vojenských střetnutí, přerušovaných krátkými příměřími. Boje ukončil teprve mír uzavřený po bitvě u Lučence v roce 1451, v níž Jiskra Hunyadiho vojska porazil.
V roce 1448 vytáhl Hunyadi znovu proti Turkům a střetl se s nimi na Kosově poli. Bitva skončila drtivým vítězstvím osmanských vojsk. Hunyadi sice uprchl, ale byl zajat a krátce vězněn srbským despotou Đurađem Brankovićem, což otřáslo jeho pozicí. Během svého regentství Hunyadi neúspěšně bojoval také s římským králem Fridrichem III., kterého chtěl donutit k vydání krále Ladislava do Uher, a se slavonským bánem Ulrichem Celjským. V roce 1452 se vzdal funkce gubernátora. Mladý král ho místo toho jmenoval hlavním zemským kapitánem s úlohou chránit Uhersko.
V roce 1456 se sultán Mehmed II. se rozhodl dobýt Bělehrad, který považoval za klíč do Uherska. Hunyadiho vojsko zde dva měsíce vzdorovalo obléhání. 22. července se mu podařilo nečekaným výpadem Turky odrazit a dobýt sultánův tábor, což mělo za následek vytlačení Turků zpět do Srbska. Krátce na to však Hunyadi zemřel na mor, který se rozšířil ve vojenském táboře.

## Hunyadi v literatuře
V Jiráskově trilogii Bratrstvo, především v prvním díle Bitva u Lučence, vystupuje János Hunyadi jako záporná postava, hlavní protivník Jana Jiskry z Brandýsa a Bratříků. Je zde zdůrazněna hlavně jeho krutost.